# Зубчаста залізниця Штрбське-Плесо — Штрба
49°05′03″ пн. ш. 20°03′57″ сх. д. / 49.084145833333° пн. ш. 20.0658° сх. д.
Зубчаста залізниця Штрбське-Плесо - Штрба - вузькоколійна залізниця (1000 мм) у Високих Татрах, Словаччина. Побудована у 1896 році і реконструйована у 1970. На станції Штрба має гейт із залізницею стандартної колії Кошице — Богумін, а на станції Штрбське-Плесо має гейт з Татранською електрифікованою залізницею.
Стара залізниця введена в експлуатацію 30 липня 1896 року. Через Велику депресію була закрита 14 вересня 1932 року. У 1936 році частково демонтована.
Технічні характеристики
- Ширина колії: 1000 мм
- Тип зубчастої системи: Riggenbach
- Довжина: 4757 м
- Максимальний похил: 127 ‰
- Локомотиви: Паровоз
- Рік відкриття: 1896
- Перепад висот: 444 м

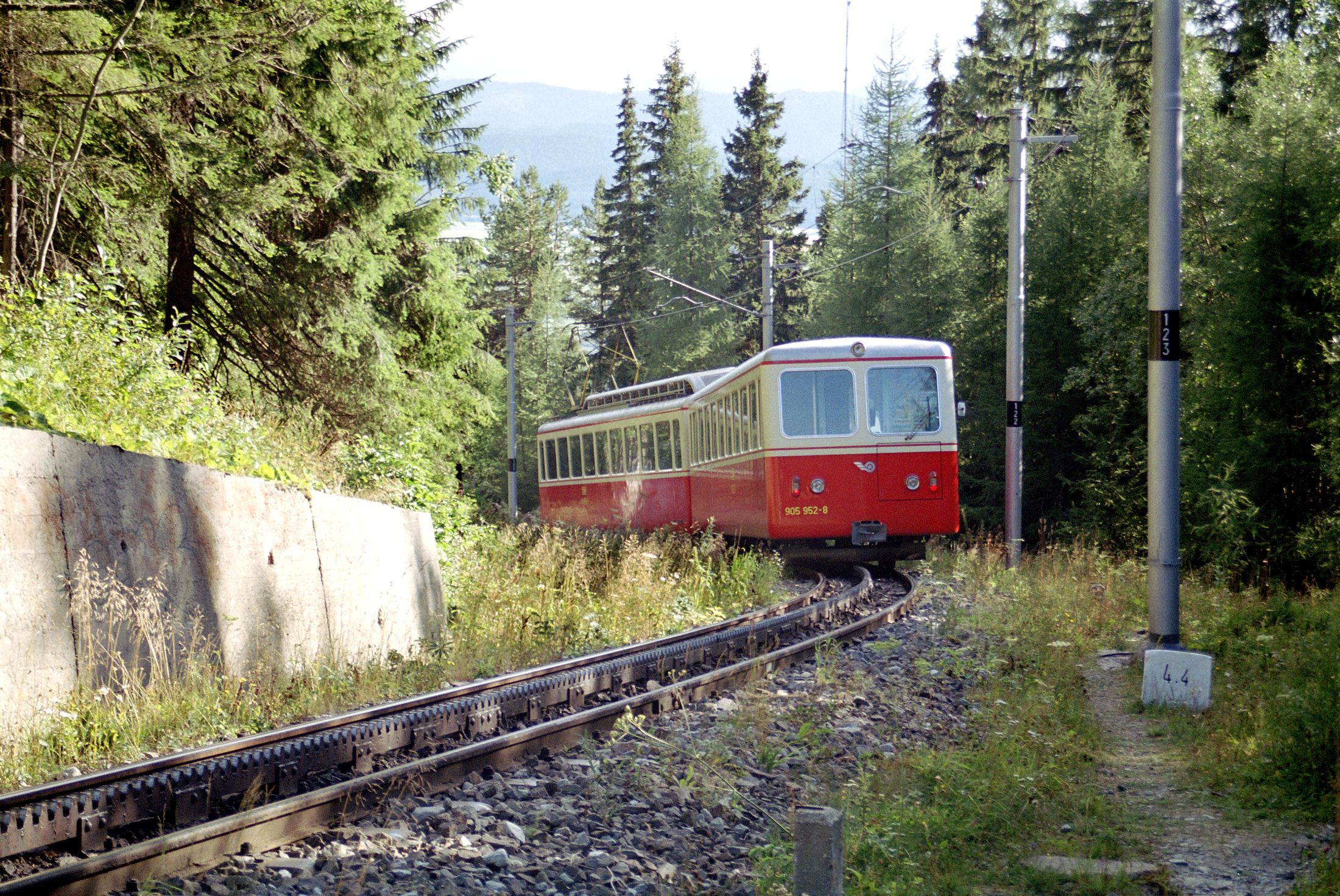
Поїзд 405.95 прямує вниз до Штрби біля станції Штрбське-Плесо

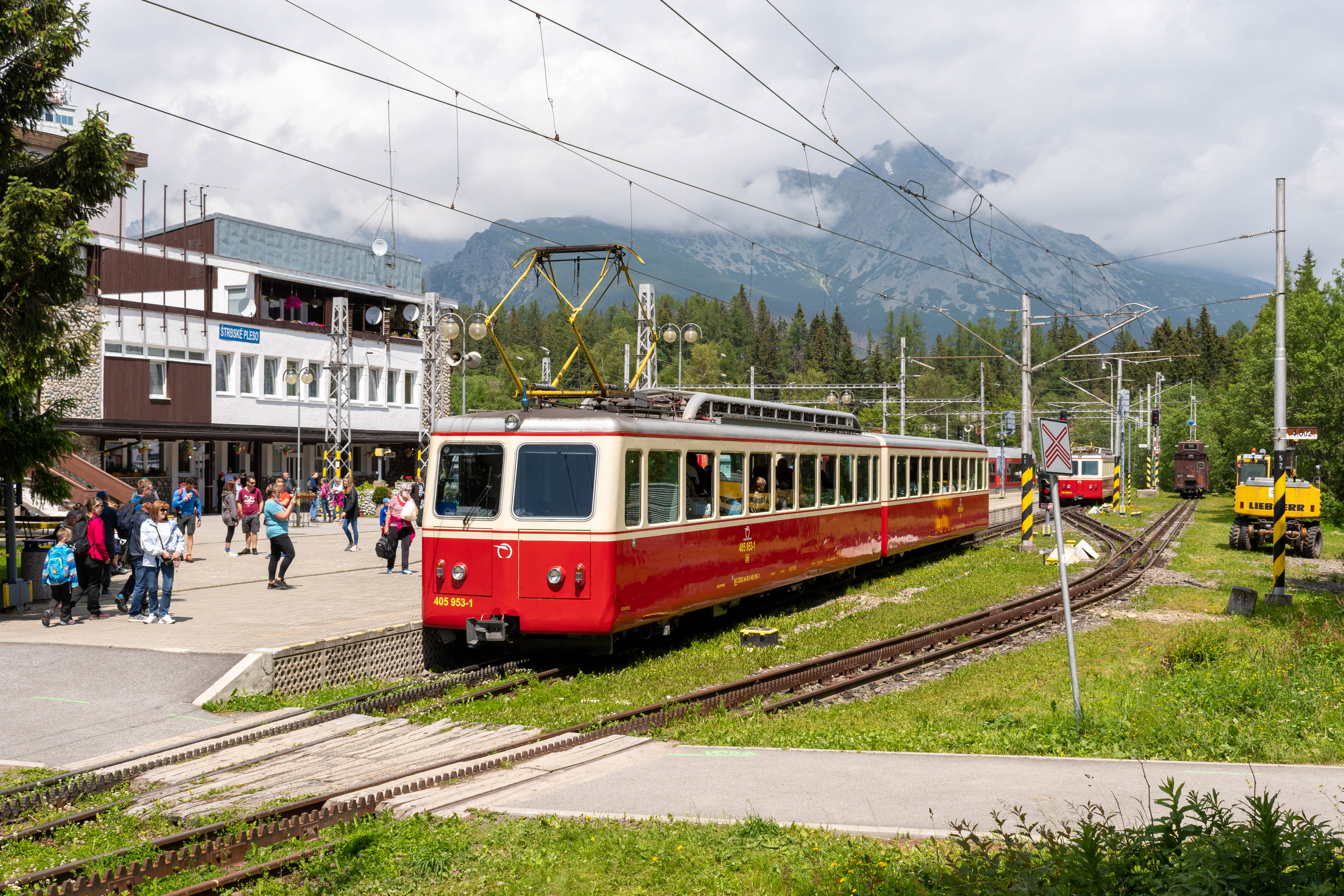
Поїзд 405.95 на станції Штрбське-Плесо

Нова залізниця. У 1968 році через наближення Чемпіонату світу з лижних видів спорту (1970) було вирішено відновити стару залізницю. Було використано 2/3 старої лінії, 1/3 - було заново прокладено. У Штрбське-Плесо було побудовано нову станцію, що обслуговувала обидві лінії та нову службово-сполучну гілку. Нова залізниця була електрифікована 1500 В постійного струму. Введення в експлуатацію - 12 лютого 1970 року.
Технічні характеристики
- Ширина колії: 1000 мм
- Тип зубчастої системи: Von Roll
- Довжина: 4,757 km
- Максимальний похил: 150 ‰
- Локомотиви: Електровози
- Рік відкриття: 1970

Рухомий склад.
Новітні локомотиви були побудовані Swiss Locomotive and Machine Works, потяги складаються з головного вагону ČSD class R 29.0  (на початок ХХІ сторіччя ZSSK class 905.95) і зубчастої автомотриси ČSD Class EMU 29.0 (на початок ХХІ сторіччя ZSSK class 405.95).

## Ресурси Інтернету
- About the rack railway from Štrbské Pleso to Štrba (чес.)
- http://www.pospichal.net/lokstatistik/54807-csorba.htm [Архівовано 5 березня 2016 у Wayback Machine.]